# Обитель проклятых
«Обитель проклятых» (англ. «Stonehearst Asylum»; англ. «Eliza Graves» в Великобритании) — триллер режиссёра Брэда Андерсона, основанный на рассказе Эдгара Аллана По «Система доктора Смоля и профессора Перро».

## Сюжет
Действие начинается в 1899 году, с лекции в университете Оксфорда по курсу психиатрии, на которой студентам демонстрируют поведенческие особенности психически больных людей. Элиза Грэйвз, жена влиятельного английского баронета, больна хронической истерией. Девушка очень красива и утверждает, что абсолютно здорова, но эксперимент показывает обратное.
Дальше действие переносят нас на полгода вперед, в туманные леса Альбиона, где молодой человек по имени Эдвард Ньюгейт приезжает в психиатрическую лечебницу «Стоунхёрст», где содержатся пациенты из богатых и влиятельных семей империи. Он представляется выпускником Оксфорда, возможно, одним из тех, кто был на той лекции. В психиатрической лечебнице его встречает некий Сайлас Лэмб, который представляется директором данного заведения. Лэмб предлагает Ньюгейту проследовать с ним на обход, где юноша встречает Элизу Грэйвз. Во время обхода Ньюгейт поражается методам лечения доктора Лэмба, которые совсем не похожи на традиционные методы лечения. Здесь больных не подвергают «пыткам» для излечения их болезни, напротив, позволяют жить спокойно и не пытаются их излечить. Лэмб и Ньюгейт проводят рождественский ужин за одним столом с пациентами, и молодого врача поражает егерь Микки Финн, который ведет себя более чем вызывающе.
Вскоре Эдвард узнаёт, что лечебницей управляют психически нездоровые люди, а настоящие врачи и сестринский персонал находятся в заключении в подвале здания. Настоящий директор, доктор Бенджамин Солт, говорит что Лэмб, бывший военный врач, убивший пятерых солдат, и Финн, маньяк-убийца, задушивший свою сестру и мать, опоили персонал и подняли бунт. Солт просит Ньюгейта бежать и рассказать обо всем властям или выкрасть ключи и освободить их, ведь несмотря на объедки, которыми их кормят, заключенные быстрее умрут от холода и болезней. Эдвард пытается убедить Элизу бежать с ним, но та отказывается. Лэмб и Финн начинают пристальнее следить за врачом.
Эдвард пытается помочь заточенному персоналу, принося им еду и лекарства, а также пытается понять всю суть Лэмба, для чего ему нужна его история болезни. Почти весь персонал, кроме старшей медсестры миссис Пайк утверждает, что безумцев нельзя понять или излечить, даже Элизу Грейвс, которая в приступе истерии растерзала ухо и выколола глаз своему мужу, который теперь пытается вытащить её из заключения под свою опеку, при этом Пайк говорит, что её муж — чудовище. Чтобы добиться большего расположения Ньюгейта, Солт советует ему заглянуть в винный шкаф его бывшего кабинета, где спрятаны истории болезни пациентов, чтобы Лэмб не сжёг их.
Лэмб, также стараясь завоевать доверие молодого доктора, приводит его в крыло для буйных, где собирается уничтожить орудия пыток, но сначала дает Ньюгейту задание перевязать руку «Оксфордскому Огру», слабоумному, но физически сильному пациенту, которого родители отдали в шапито сразу после рождения. Эдвард хоть и был ранен в плечо ударом, быстро получил доверие пациента, когда назвал его именем Артур (настоящим именем «Огра», которое он писал на стене — Артур Тимбс). После Эдвард разговаривает с Элизой и рассказывает про страдания заключенных. Элиза говорит, что он ничего не знает о страданиях, которые приносили Солт и его люди, но когда Эдвард показывает шрамы на своем теле, понимает, что ошибалась.
Эдвард проникает в кабинет и крадёт папку с историями болезней и ненароком слышит разговор Лэмба и Финна. Лже-егерь беспокоится, что к весне в лечебницу будут съезжаться люди, а Ньюгейт может скоро докопаться до правды. Лэмб парирует тем, что заключенные в подвале вряд ли доживут до весны, а Ньюгейта держит увлечение Элизой Грейвз, которая не торопится покидать лечебницу. Разговор прерывается тревогой по всей лечебнице, вызванной побегом двоих заключенных: ассистента Солта, доктора Свонвика, и ещё одного врача. Финн нагоняет их у обрыва скалы, где врач бросается вниз из чувства неизбежности, а Свонвика закалывают ножом. Лэмб пытается представить смерть Свонвика как падение с лошади, но Ньюгейт быстро разоблачает обман, и между ним и Лэмбом возникает ссора, которая на время выводит лже-директора из душевного равновесия и вызывает воспоминания содеянного им на войне.
В своей комнате Ньюгейт читает записи Солта, в которых говорится, что буйность Лэмба началась сразу после его приезда 9 лет назад, когда он увидел как врачи издеваются над пациентами, насильно заставляя их принимать пищу и накачивая их наркотиками. Солт верил, что если найти страх, «источник безумия» пациентов, его можно будет сломать и вылечить. Лэмб был единственным, чей страх так и не был найден. Тем же вечером Лэмб навещает Солта и говорит, что его «метод» более действенен, ведь без наркотиков и пыток пациенты обрели большую чистоту разума, на что Солт отвечает, что дегенератам и извращенцам не управиться с клиникой, ведь дауны не способны правильно лечить простуду или следить за бойлером, от чего их всех ждет смерть если не от голода, то от холода и болезней. Лэмб решается расправиться с директором раз и навсегда.
Утром Эдварда, который завоевал симпатию Элизы своей заботой о пациентах, в частности, помог старой слепой пациентке нормально поесть, представившись её давно погибшим на войне сыном, просит пройти в хирургию Финн. Лэмб показывает ему привязанного к столу Солта и собирается провести на нём электрошоковую терапию. Без возможности помочь директору больницы, Эдвард ассистирует Лэмбу и видит страшные последствия терапии — личность Бенджамина Солта практически уничтожена.
В канун Нового Года, когда все психи украшают помещения и собираются торжественно сжечь вещи Солта и орудия пыток, Эдвард разговаривает с миссис Пайк, которая всегда считала, что сострадание и понимание — более действенное лекарство, чем солтовский «поиск страха» или лэмбовская «свобода». Она советует молодому врачу искать ключ к Лэмбу в карцере, где он бывал чаще всего.
В разгар новогоднего бала Эдвард пытается объясниться с Элизой, но резко уходит, прося её сказать, что он во дворе. Сам он идёт в карцер, где в тайнике находит необычный свёрток. После он идет в винный погреб у бойлера, где через шприц вводит в шампанское снотворное. Его ловит Финн, который до этого задушил пациентку Миллу, за которой все это время присматривала Элиза, ставшая для слабоумной девушки старшей сестрой. В тяжелой схватке Ньюгейт сбрасывает Финна в яму, после чего высыпает на него уголь. Попытка отравить пациентов проваливается из-за успевшего откопать себя лже-егеря. Лэмб обезвреживает врача ударом бутылки шампанского об голову.
Когда Эдвард уже был связан на столе и готовился к электрошоковой терапии, к нему приходит Элиза. Она показывает ему его карманные часы с её портретом и считает, что Ньюгейта подослал её муж. Эдвард признается, что увидев её полгода назад на той лекции в Оксфорде, влюбился до беспамятства и поклялся что вытащит её из психушки во что бы то ни стало, так как он стал принадлежать ей душой и телом. Когда Лэмб уже готовится при всех пациентах провести терапию над Ньюгейтом, тот просит вытащить у него из кармана фотографию Элизы, чтобы посмотреть на неё в последний раз перед тем, как забыть. Лэмб исполняет последнюю просьбу, но вместо Элизы на фото изображен молодой английский барабанщик — одна из жертв Лэмба. Доктор погружается в воспоминания и уходит прочь.
Финн пытается продолжить терапию, но ему мешает Элиза. Даже когда лже-егерь хватает девушку и у неё случается приступ истерии, Эдвард помогает ей преодолеть болезнь и дать отпор маньяку. Почти распутавшись от ремней, Эдвард говорит «Огру» Артуру нажать на рычаг, от чего Микки Финн получает сильный электрический разряд, что приводит к самовозгоранию и смерти от болевого шока. Огонь от останков Финна поджигает занавески комнаты и быстро распространяется на всю больницу. Элиза отправляется в подвал, чтобы освободить заключенных, а Эдвард отправляется на поиски Лэмба.
Сайлас Лэмб идёт по отделению для буйных, одетый в парадный мундир, и предаётся воспоминаниям. Во время Англо-бурской войны, Лэмб был полевым медиком, но когда он увидел множество искалеченных и молящих о помощи солдат, Лэмб не выдержал и решил «избавить от страданий» своих пациентов, последним из которых оказался тот самый барабанщик, лишившийся обеих рук. После Лэмб хотел застрелиться сам, но тогда в его револьвере кончились патроны. Именно таким, стоящим с «фантомным» пистолетом в руке, его находит Ньюгейт, говорящий, что война закончилась.
Эдвард выносит из горящей лечебницы Лэмба, который впал в кататонию. Эдвард предлагает Элизе покинуть Англию, как можно дальше от её мужа и лечебниц, но та колеблется, считая, что у Эдварда нет будущего с «ненормальной» спутницей. Тогда он говорит, что ему нужно в кое-чем признаться…
Проходит несколько месяцев. В восстановленный «Стоунхёрст», где новым руководителем стала миссис Пайк, приезжают баронет Чарльз Грэйвз и оксфордский лектор. У ворот их встречает Артур Тимбс, ставший привратником. Когда у миссис Пайк спрашивают про Элизу, она отвечает, что её выписал 3 недели назад доктор Эдвард Ньюгейт. Как оказывается, лектор и есть Ньюгейт, а тот, кто выписал Элизу, оказался его давним пациентом, страдающим патологическим враньем и считается неизлечимым, так как за все это время не было выявлено его настоящее имя. После той лекции, где его показывали сразу после Элизы, лже-Ньюгейт пробрался в кабинет доктора, украл у него карманные часы, пистолет и дело Элизы. Ньюгейт считает, что он неизлечим, на что миссис Пайк говорит, что они излечили друг друга, а играющий в шахматы с Солтом Лэмб саркастично заявляет: «Шах и мат».
В это время в Лечебнице Святой Кристины в Тоскане доктор Лэмб и миссис Лэмб (они же, Элиза Грейвз и лже-Эдвард Ньюгейт) счастливо танцуют вальс и наслаждаются обществом друг друга. Каждый, так или иначе, покинул свою Обитель Проклятых.
Картина снималась в Болгарии, ряд сцен — во дворце болгарских монархов «Врана» в Софии, где проживает Симеон II.

## В ролях
| Актёр              | Роль                  |
| ------------------ | --------------------- |
| Джим Стёрджесс     | Эдвард Ньюгейт        |
| Кейт Бекинсейл     | Элиза Грэйвз          |
| Дэвид Тьюлис       | Микки Фин             |
| Майкл Кейн         | доктор Бенджамин Солт |
| Кристофер Фулфорд  | Пэкстон               |
| Бен Кингсли        | Сайлас Лэмб           |
| Софи Кеннеди Кларк | Милла                 |
| Брендан Глисон     | психиатр              |
| Джейсон Флеминг    | Суонвик               |
| Шинейд Кьюсак      | миссис Пайк           |
| Гийом Делони       | Артур Тимбс           |
| Эдмунд Кингсли     | Чарльз Грэйвз         |
| Велизар Бинев      | кричащий человек      |
| Роберт Хэндс       | элегантная дама       |